# بولفينية هينانية
بولفينية هينانية (الاسم العلمي: Paulownia henanensis) هي نوع هجين غير مؤكد من النباتات تتبع جنس البولفينية من فصيلة البولفينية.